# عبد الملك ريغي
عبد الملك ريغي (1 يناير 1983 - 20 يونيو 2010) زعيم جماعة جند الله المتمردة على الحكومة الإيرانية. ترجع أصوله إلى قبيلة «ريغي» إحدى أكبر قبائل البلوش في إيران التي تنتمي إلى المذهب السني. قاد ريغي جماعته في كثير من العمليات التي استهدفت الحكومة الإيرانية مبررًا ذلك بأنه محاولة لرفع الاضطهاد الذي تمارسه الحكومة على البلوش وعلى السنّة بشكل عام. وتعد العملية التي حدثت في 19 أكتوبر 2009 في جنوب شرق إيران، أعنف العمليات التي تبنتها جماعة جند الله بقيادة ريغي ضد الحكومة الإيرانية، حيث أسفرت عن سقوط قتلى بينهم 15 من أعضاء وقياديي الحرس الثوري. وفي يوم الثلاثاء 23 فبراير 2010 أعلنت السلطات الإيرانية إلقاء القبض على عبد الملك ريغي خارج البلاد ثم نقله إلى داخل إيران.
وقال عبد الملك ريغي "إن الولايات المتحدة طلبت مساعدته في محاربة إيران مقابل إفراجها عن أعضاء من جماعته", فيما رفضت الولايات المتحدة اتهام إيران لها بمساندة الجماعة السنية" وهو تحت الاعتقال الإيراني: "إن عملاء للسي آي أي وعدوه في دبي بالإمارات العربية المتحدة بدعم غير محدود يتضمن قاعدة عسكرية بالقرب من الحدود الإيرانية مجهزة بالأسلحة ومنشآت التدريب", بحسب محطة "برس تي في" الإيرانية.وقالت بأن ريغي كان قبل يوم واحد داخل قاعدة أميركية في أفغانستان، وأن الجهات الأمنية الأمريكية زودته بجواز سفر للتوجه إلى باكستان، بينما نفى مسؤول أمريكي حصول هذا التعاون بينهم وبين ريغي.

## وفاته
أعدم شنقًا يوم 20 يونيو 2010 بعد أن ألقي القبض عليه في فبراير من نفس العام لتورطه في عدداً من العمليات العسكرية في محافظة سيستان وبلوشستان الإيرانية.